# Hypocrisy
Hypocrisy er et dødsmetal-band dannet af Peter Tägtgren i Stockholm, Sverige i 1990 under navnet Seditious.
Efter at have brugt tre år i Fort Lauderdale i Florida i 1990 havde Peter Tägtgren spillet i det amerikanske dødsmetal-band Malevolent Creation og fået en del indflydelse fra den amerikanske dødsmetal scene som han brugte da han vendte tilbage til Sverige.

## Medlemmer

### Nuværende medlemmer
- Peter Tägtgren – Vokal, guitar, synthesizer
- Mikael Hedlund – Bas, guitar
- Horgh – Trommer
- Klas Ideberg – gæste guitar

### Tidligere medlemmer
- Magnus "Masse" Broberg – Vokal (1992-1993)
- Jonas Österberg – Guitar (1992)
- Lars Szöke – Trommer (1990-2004)
- Mathias Kamijo (Algaion) – live guitar
- Andreas Holma – Guitar

## Diskografi

### Demoer
- Rest in Pain (1991)
- Rest in Pain '92 (1992)

### Albums
- Penetralia (1992)
- Osculum Obscenum (1993)
- The Fourth Dimension (1994)
- Abducted (1996)
- The Final Chapter (1997)
- Hypocrisy (1999)
- Into the Abyss (2000)
- Catch 22 (2002)
- The Arrival (2004)
- Virus (2005)
- A Taste of Extreme Divinity (album) (2009)
- End of Disclosure (2013)
- Worship (2021)

### Ep'er
- Pleasure of Molestation (1993)
- Inferior Devoties (1994)
- Maximum Abduction (1997)
- Virus Radio EP (2005)
- Too Drunk to Fuck (2013)

### Opsamlingsalbum
- 10 Years of Chaos and Confusion (2001)

### Live albums
- Hypocrisy Destroys Wacken 1998 (1998)

### Singler
- "Carved Up" (1996)